# Con el viento solano
Con el viento solano és una pel·lícula dramàtica espanyola dirigida per Mario Camus, basada en l'obra homònima d'Ignacio Aldecoa, que es va presentar en el 19è Festival Internacional de Cinema de Canes de 1966 i va estar nominada a la Palma d'Or.

## Sinopsi
La vida del jove gitano Sebastián canvia radicalment quan mata un home, ja que es veu obligat a fugir de la guàrdia civil a través de diversos pobles castellans, i s'enfronta a la solitud rebuig dels seu parents.

## Repartiment
- Antonio Gades - Sebastián
- Vicente Escudero - Montoya
- María José Alfonso - Lupe
- Manuel Arbó - el Pesqui
- Francisco Arenzana - el sargento
- Imperio Argentina - la madre
- Mari Paz Ballesteros - la hermana de Sebastián
- Chiro Bermejo - el barbero
- José Caride - Larios
- Antonio Ferrandis - el tío Manuel
- Rufino Inglés - el alcalde
- Juan Lizárraga - un cliente de la taberna
- Ángel Lombarte - el tabernero Maño.
- Luis Marín - el barman Manolo.
- José Manuel Martín - Zafra
- Felipe Martín Puertas - un cliente de la taberna
- Miguel Palenzuela - Marquise
- Erasmo Pascual - Cabeda
- María Luisa Ponte - Carola
- Fernando Sánchez Polack - Francisco Vázquez
- José Sepúlveda - Don Baldomero
- Lluís Torner - el Largo

## Premis
Medalles del Cercle d'Escriptors Cinematogràfics
| Categoria         | Candidat           | Resultat  |
| ----------------- | ------------------ | --------- |
| Millor fotografia | Juan Julio Baena   | Guanyador |
| Millor música     | Antonio Pérez Olea | Guanyador |